# Vođinci
Vođinci est un village et une municipalité située dans le comitat de Vukovar-Syrmie, en Croatie. Au recensement de 2001, la municipalité comptait 2 113 habitants, dont 99,72 % de Croates et le village seul comptait 2 113 habitants.

## Localités
La municipalité de Vođinci compte une seule localité, le village éponyme de Vođinci.